# Cisówka (polana)
Cisówka – polana na grzbiecie Tabor w Pieninach Spiskich. Nosi taką samą nazwę jak szczyt Cisówka, od którego we wschodnim kierunku odchodzi ten grzbiet. Jest to bardzo duża polana, jej większa część znajduje się na północnych stokach grzbietu Tabor. Nazwa polany („Csiszówka Bg.”) notowana jest już na mapie z 1822 r. Całą polanę zajmuje łąka, przez jej środek, grzbietem, prowadzi szlak turystyki pieszej, rowerowej i konnej. Obok polany znajduje się las modrzewiowy, a w nim wapienna skała Bartuska (lub Bartuśka).
Cisówka znajduje się w granicach wsi Niedzica w województwie małopolskim, w powiecie nowotarskim, w gminie Łapsze Niżne. Polana jest bardzo dobrym punktem widokowym. Rozciągają się stąd widoki na Pieniny, Pasmo Lubania i Zamagurze. W zachodnim kierunku dobrze widoczny Hombark Niedzicki, a po jego prawej stronie słabo zaznaczający się szczyt Cisówki.

## Szlaki turystyki pieszej, rowerowej i konnej
– czerwony od zamku w Niedzicy przez Cisówkę na przełęcz Przesła. Jest to pierwsza część szlaku z Niedzicy do Dursztyna (druga część już tylko dla turystyki pieszej i rowerowej).

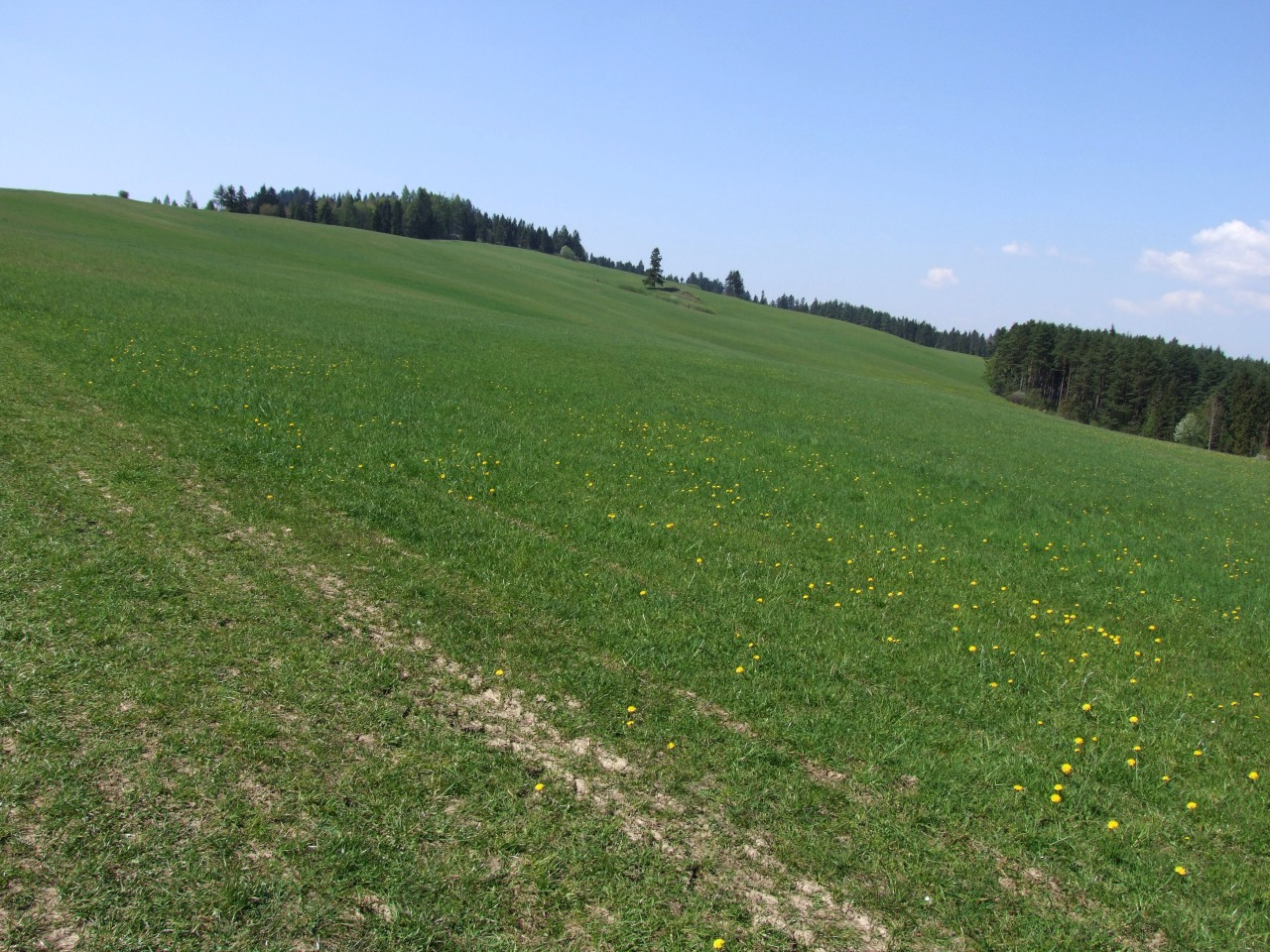
Cisówka